# Роман Галлер (підприємець)
Роман Галлер (нім. Roman Haller; 10 травня 1944, Тернопіль) — німецький підприємець єврейського походження.

## Біографія
Син євреїв Іди та Лазара Галлерів. Народився в лісовому притулку, в якому переховувались євреї. Завдяки зусиллям Ірени Гут і Едуарда Рюгемера разом з батьками пережив Голокост. Після Другої світової війни оселився в Мюнхені, де мешкає досі. Галлер став успішним підприємцем, який заснував декілька успішних компаній, а також активно займається благодійністю.
Галлер був президентом єврейської благодійної організації Бней-Бріт в Німеччині та Австрії, а також віцепрезидентом Керен ха-Єсод. З 2006 року — директор Претензійної конференції.
Галлер — автор численних книг з повоєнної історії німецьких євреїв. В свою чергу, життя і народження Галлера було висвітлене в п'єсі «Клятва Ірени», яка була вперше представлена на Бродвеї в березні 2009 року.

## Нагороди
- Орден «За заслуги перед Федеративною Республікою Німеччина», медаль (2004)[2]